# Sara (chanson de Starship)
Pour les articles homonymes, voir Sara.
Pour la chanson de Fleetwood Mac, voir Sara (chanson de Fleetwood Mac).
Singles de Starship
We Built This City
(1985) Tomorrow Doesn't Matter Tonight
(1986)
Sara est une chanson écrite par Ina Wolf, composée par Peter Wolf et Ina Wolf, et interprétée par le groupe de rock américain Starship. Sortie en single en décembre 1985, elle est extraite de l'album Knee Deep in the Hoopla.
Comme We Built This City, le précédent extrait de l'album, Sara se classe en tête des ventes aux États-Unis et au Canada. Le succès est moins important ailleurs dans le monde.

## Clip
L'actrice américaine Rebecca De Mornay apparaît dans le clip réalisé par Francis Delia,.

## Classements hebdomadaires
| Classement (1986)                          | Meilleure position |
| ------------------------------------------ | ------------------ |
| Afrique du Sud (Springbok Radio)           | 10                 |
| Allemagne (GfK Entertainment)              | 15                 |
| Autriche (Ö3 Austria Top 40)               | 15                 |
| Belgique (Flandre Ultratop 50 Singles)     | 21                 |
| Canada (RPM 100 Singles)                   | 1                  |
| États-Unis (Billboard Hot 100)             | 1                  |
| États-Unis (Hot Adult Contemporary Tracks) | 1                  |
| Irlande (IRMA)                             | 19                 |
| Nouvelle-Zélande (RMNZ)                    | 16                 |
| Royaume-Uni (UK Singles Chart)             | 66                 |
| Suisse (Schweizer Hitparade)               | 9                  |